# Sozialversicherungsanstalt der Selbständigen
Die Sozialversicherungsanstalt der Selbständigen (SVS) ist ein gesetzlicher Sozialversicherungsträger in Österreich. Sie ist für die Kranken-, Unfall- und Pensionsversicherung aller Selbständigen in Österreich verantwortlich.

## Organisation
Die Sozialversicherungsanstalt der Selbständigen (SVS) ist ein von den Versicherten selbstverwalteter bundesweit tätiger Sozialversicherungsträger. Das bedeutet, dass Vertreter der Versichertengruppen in SVS-Verwaltungskörpern selbst die Verwaltung des Sozialversicherungsträgers innehaben, die Strategie vorgeben und Entscheidungen treffen. Das geschäftsführende Organ der SVS ist der Verwaltungsrat, an dessen Spitze steht der SVS-Obmann. Das Management ist dem Generaldirektor des Hauses anvertraut.
Die SVS hat ihren Hauptsitz in Wien. In jedem Bundesland ist eine Landesstelle zur wohnortnahen Versichertenbetreuung eingerichtet. Die Hauptstelle in Wien übernimmt Steuerungs- und Managementaufgaben.
Darüber hinaus verfügt die SVS über neun spezialisierte Gesundheitseinrichtungen, die gemeinsam mit privaten Managementpartnern in Public-Private-Partnership-Modellen betrieben werden.

### Auftrag
Als Allspartenträger ist die SVS für die Kranken-, Unfall- und Pensionsversicherung aller Selbständigen in Österreich – Gewerbetreibende, Bauern, Neue Selbständige und Freiberufler – verantwortlich.
Die gesetzlichen Grundlagen für die Durchführung der versicherungs- und leistungsrechtlichen Bestimmungen der Sozialversicherung für die Selbständigen sind im Gewerblichen Sozialversicherungsgesetz (GSVG), Bauern-Sozialversicherungsgesetz (BSVG) und Freiberuflichen Sozialversicherungsgesetz (FSVG) sowie zum Teil im Allgemeinen Sozialversicherungsgesetz (ASVG), wie beispielsweise die Unfallversicherung der gewerblich Selbständigen, geregelt.

### Versichertenkreis der SVS

#### Nach den Bestimmungen des GSVG (Gewerbliches Sozialversicherungsgesetz)
- Mitglieder der Kammern der gewerblichen Wirtschaft (Gewerbetreibende)
- Gesellschafter einer OG und die unbeschränkt haftenden Gesellschafter einer KG, sofern die Gesellschaft Mitglied einer der Kammern der gewerblichen Wirtschaft ist
- Geschäftsführende Gesellschafter einer GmbH, sofern die Gesellschaft Mitglied einer der Kammern der gewerblichen Wirtschaft ist
- Selbständig erwerbstätige Personen ohne Gewerbeschein (Neue Selbständige)

In der Unfallversicherung sind genannte Personen nach dem ASVG versichert.

#### Nach den Bestimmungen des BSVG (Bauern-Sozialversicherungsgesetz)
- Personen, die auf eigene Rechnung und Gefahr einen land(forst)wirtschaftlichen Betrieb führen oder auf deren Rechnung und Gefahr ein solcher Betrieb geführt wird (Betriebsführer),
- im Betrieb hauptberuflich beschäftigte Ehepartner/eingetragene Partner, Kinder, Enkel, Wahl-, Stief und Schwiegerkinder oder Eltern, Großeltern, Wahl-, Stief und Schwiegereltern des Betriebsführers
- in der Unfallversicherung nach dem BSVG darüber hinaus bestimmte im Betrieb mittätige Familienangehörige des Betriebsführers
- Gesellschafter einer OG und die unbeschränkt haftenden Gesellschafter einer KG, sofern die Führung eines land(forst)wirtschaftlichen Betriebes zum Unternehmensgegenstand der Gesellschaft zählt

#### Nach den Bestimmungen des FSVG (Freiberuflichen-Sozialversicherungsgesetz)
- Freiberuflich tätige Ärzte, Apotheker, Patentanwälte und Ziviltechniker

In der Krankenversicherung nach dem GSVG und BSVG sind darüber hinaus die Bezieher einer SVS-Pension sowie unter bestimmten Voraussetzungen auch Angehörige der Versicherten, wie Ehepartner, Lebensgefährten und Kinder in den Versicherungsschutz miteinbezogen. Insgesamt betreut die SVS damit rund 1,2 Millionen Kunden.

### Budget/Finanzierung
Das jährliche Gebarungsvolumen der SVS beträgt 9,5 Milliarden Euro (2020). Die Leistungsfinanzierung erfolgt überwiegend über Versichertenbeiträge nach dem Umlageverfahren. Dabei fließen die Beitragseinnahmen unmittelbar wieder zurück in Leistungen für Versicherte.
Bestimmte Leistungen, wie etwa das Bundespflegegeld, Ausgleichszulagen zur Pension oder das Kinderbetreuungsgeld werden aus allgemeinen Steuermitteln finanziert.
Die Finanzmittel verteilen sich zu rund:
- 73 % auf Leistungen der Pensionsversicherung,
- 21 % auf Leistungen der Krankenversicherung,
- 2 % auf Leistungen der Unfallversicherung und
- 4 % auf Pflegegeldleistungen.

## Geschichte
Die Sozialversicherung der Selbständigen (SVS) entstand im Zuge einer Reform der Sozialversicherungsträger in Österreich.
Am 13. Dezember 2018 beschloss der Österreichische Nationalrat die Zusammenführung der bestehenden 21 auf fünf Sozialversicherungsträger. Mit dem Sozialversicherungs-Organisationsgesetz (SV-OG) wurde in Folge ein Reformprozess bis 2020 eingeleitet. Die Sozialversicherung der Selbständigen (SVS) ging per 1. Jänner 2020 aus der ehemaligen Sozialversicherungsanstalt der Bauern (SVB) und der ehemaligen Sozialversicherungsanstalt der gewerblichen Wirtschaft (SVA) als neuer gemeinsamer Sozialversicherungsträger für alle Selbständigen in Österreich hervor.
Die Sozialversicherung der gewerblichen Wirtschaft entstand ihrerseits aus der Pensionsversicherungsanstalt der gewerblichen Wirtschaft, die mit dem BGBl 292/1957, Bundesgesetz vom 18. Dezember 1957 über die Pensionsversicherung der in der gewerblichen Wirtschaft selbständig Erwerbstätigen (Gewerbliches Selbständigen-Pensionsversicherungsgesetz – GSPVG.), geschaffen worden war.
Im Dezember 2023 bestellte der Verwaltungsrat der SVS Alexander Biach als Nachfolger von Hans Aubauer zum Generaldirektor ab Juli 2024. Als Stellvertreterin wurde Sabine Zaussinger bestätigt, Eva Hilger blieb leitende Ärztin.
Im Jänner 2025 wurde Peter Lehner vom Verwaltungsrat der SVS für die kommenden fünf Jahre als Obmann bestätigt, zum Stellvertreter wurde Franz Waldenberger gewählt, der Theresia Meier nachfolgte.

## SVS Gesundheitseinrichtungen
Die SVS verfügt über neun Gesundheitseinrichtungen, die gemeinsam mit privaten Managementpartnern in Public-Private-Partnership-Modellen betrieben werden.
Darunter befinden sich acht stationäre Rehabilitationseinrichtungen und ein ambulantes Gesundheitszentrum in Wien.
Die Einrichtungen sind spezialisiert auf Prävention und Rehabilitation bei Erkrankungen aus den Bereichen Orthopädie, Rheumatologie, Neurologie, Herz-Kreislauf, Lunge und Stoffwechsel sowie Onkologie und bieten Gesundheitsvorsorge, Heilverfahren und Anschlussheilverfahren mit individuellen Therapiekonzepten sowie persönlicher Betreuung. Das Gesundheitszentrum für Selbständige in Wien bietet Präventionsangebote, ambulante Rehabilitation, Kurativ- und Begutachtungsleistungen.
| Einrichtung                         | Spezialisierung |
| ----------------------------------- | --- |
| HerzReha Bad Ischl                  | Herzrehabilitation sowie Stoffwechselerkrankungen |
| Klinikum am Kurpark Baden           | Rehabilitation nach Unfällen und Operationen sowie bei entzündlichen und degenerativen Erkrankungen des Bewegungs- und Stützapparates                           |
| Klinikum Bad Gastein                | Rehabilitation nach Unfällen und Operationen sowie bei entzündlichen und degenerativen Erkrankungen des Bewegungs- und Stützapparates                           |
| Klinikum Bad Gleichenberg           | Rehabilitationsaufenthalte für Lungen-, Stoffwechsel- und onkologische Erkrankungen                                                                             |
| Klinikum Bad Hall                   | kardiologische und neurologische Rehabilitation |
| Klinikum Malcherhof Baden           | Behandlungen des Stütz- und Bewegungsapparates sowie bei rheumatischen Beschwerden                                                                              |
| Klinikum Schallerbacherhof          | Rehabilitation nach Unfällen und Operationen sowie bei entzündlichen und degenerativen Erkrankungen des Bewegungs- und Stützapparates                           |
| NRZ Rosenhügel                      | neurologische und neuropsychologische Rehabilitation |
| Gesundheitszentrum für Selbständige | Vorsorge, Prävention, ambulante Rehabilitation bei Herz-Kreislauf-Erkrankungen und Ergo- bzw. Physiotherapie bei Erkrankungen des Bewegungs- und Stützapparates |

## svsGO
Unter der digitalen Marke „svsGO“ bietet die SVS ihren Versicherten eine Reihe digitaler Self-Services und Interaktionsmöglichkeiten an. Über das svsGO-Webportal sowie eine eigene svsGO-App wird SVS-Versicherten ermöglicht, z. B. Wahlarztrechnungen zur Vergütung oder Verordnungen zur Bewilligung einzureichen, das persönliche Pensionskonto einzusehen sowie Informationen zu Arztleistungen abzurufen. Im Portal stehen zudem sämtliche Online-Formulare für Anträge und Meldungen an die SVS zur Verfügung.